# Fathom (fumetto)
Fathom è un albo a fumetti creato da Michael Turner e pubblicato inizialmente dalla Top Cow Productions. La serie ha debuttato nel 1998 ed è stata la prima serie a fumetti creata da Michael Turner. Fathom è al momento prodotta dalla compagnia fondata dallo stesso Turner, la Aspen MLT.

## Trama
Fathom racconta la storia di Aspen Matthews, che all'inizio della serie non è in grado di ricordare il suo passato, per poi scoprire di avere incredibili poteri legati all'acqua, in quanto parte di una stirpe di esseri marini.

## Pubblicazione
La prima serie ha avuto inizio nel 1998 e si è bruscamente interrotta nel 2002 quando a Turner è stato diagnosticato un cancro. Durante il periodo di inattività della serie principale l'autore di fumetti Talent Caldwell ha disegnato una miniserie dal titolo Fathom: Killian's Tide. In fase di remissione della sua patologia, Turner ha lasciato la Top Cow e ha fondato la sua azienda, la Aspen MLT Inc. All'epoca si sono quindi presentate controversie legali tra Turner e la Top Cow sulla detenzione dei diritti su Fathom.
In Italia la serie è stata pubblicata da Panini Comics.